# Invitatoire
L’invitatoire est l’exhortation à la louange et à la prière, généralement chantée, qui ouvre la première ‘heure’ de l’office divin de la journée, que ce soit l’heure des vigiles, les laudes ou simplement la prière du matin. Tiré du psaume 50 (verset 17), le texte en est : «Seigneur ouvre mes lèvres ; et ma bouche publiera ta louange». En latin : « Domine, labia mea aperies. Et os meum annuntiabit laudem tuam ».

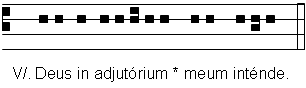
Dieu, viens à mon aide...

Les heures de l’office divin qui suivent sont introduites par l’invitatoire : « Dieu, viens à mon aide, Seigneur, à notre secours ».  Cet invitatoire est mieux connu sous sa forme latine ; « Deus, in adjutorium meum intende. Domine, ad adiuvandum me festina ». Il est tiré du psaume 69 (verset 2).

## Psaume invitatoire
Le psaume 94 (« Venez, crions de joie pour le Seigneur... ») qui tous les jours suit immédiatement l’invitatoire de début de journée est connu comme le ‘psaume invitatoire’. Il est chanté avec une antienne variable. Occasionnellement les psaumes 99, 66 ou 23 remplacent le psaume 94 comme psaume invitatoire.
1. Veníte, exultémus Dómino, * jubilémus Deo, salutári nostro:
Praeoccupémus fáciem ejus * in confessióne
Et in psalmis * jubilémus ei.
2. Quóniam Deus magnus Dóminus, * et Rex magnus super omnes deos ;
Quóniam non reppéllet Dóminus plebem suam, * quia in manu eius sunt omnes fines terræ,
Et altitúdines móntium * ipse cónspecit.
3. Quóniam ipsíus est mare * et ipse fecit illud, et áridam fundavérunt manus ejus :
Veníte, adorémus et procidámus ante Deum ; * plorémus coram Dómino, qui fecit nos, quia ipse est Dóminus Deus noster ;
Nos autem pópulus ejus * et oves páscuæ ejus.
4. Hódie, si vocem eius audiéritis, * nolíte obduráre corda vestra,
Sicut in exacerbatióne secúndum diem * tentatiónis in desérto : ubi tentavérunt me patres vestri,
Probavérunt et vidérunt * ópera mea.
5. Quadríginta annis próximus fui * generatióni huic, et dixi semper hi errant cordis ;
Ipsi vero non cognovérunt vias meas. * Quibus jurávi in ira mea
Si introíbunt * in réquiem meam.

## Dans le rite byzantin
Tous les offices, excepté la liturgie, commencent par des formules invitatoires commençant par « Venez, adorons... ». 
Au début des offices quotidiens, on dit : « Venez, adorons et prosternons-nous devant Dieu, notre Roi. Venez, adorons et prosternons-nous devant le Christ, notre Roi et notre Dieu. Venez, adorons et prosternons-nous devant le Christ Lui-même, notre Roi et notre Dieu. »
Au début d'un office de vigiles, après la bénédiction initiale (« Gloire à la Sainte, Consubstantielle, Vivifiante et Indivisible Trinité, en tout temps, maintenant et toujours et dans les siècles des siècles », qui est quasiment identique à celle de Pâques), le clergé chante les mêmes invitatoires, en ajoutant à la fin « Venez, adorons et prosternons-nous devant Lui. »
Dans la Divine Liturgie, à la Petite Entrée, après les typiques et avant le trisagion, on chante « Venez, adorons et prosternons-nous devant le Christ ». Les typiques ayant été par le passé un office à part de la liturgie, l'invitatoire est donc bien la prière initiale de la liturgie telle qu'elle fut antiquement conçue.